# 舍列格什
舍列格什（羅馬化：Sheregesh）是俄罗斯克麦罗沃州的市级镇，属塔什塔戈尔区，地处克麦罗沃州南部，在区行政中心塔什塔戈尔东北、州府克麦罗沃东南方。西北由近到远分别有同属一区的市级镇卡兹、铁米尔套、蒙德巴什。
附近设有同名滑雪场。该地2021年人口有9,741人；2010年人口10,173；2002年人口10,371；1989年人口9,553。